# Lekharka
Lekharka (nep. लेखर्क) – gaun wikas samiti we wschodniej części Nepalu w strefie Kośi w dystrykcie Bhojpur. Według nepalskiego spisu powszechnego z 2001 roku liczył on 556 gospodarstw domowych i 2921 mieszkańców (1539 kobiet i 1382 mężczyzn).